# Metalcore
Metalcore (známý i jako hardcore metal) je styl tvrdé hudby, který v sobě spojuje prvky extreme metalu a hardcore punku.
Definovat jeho zvuk není jednoduché. Mnohé kapely spojily zvuk a postoje inspirované hardcore punkem s rozličnými odnožemi heavy metalu.
Metalcore je subžánr metalu, nikoliv hardcoru, jak se někdy tvrdí.

## Začátky
Kapela Breakdown nebývá zahrnována do „škatulky“ metalcore, i tak je nepochybně jednou z prvních kapel, která kombinovala heavy-metalové riffy s tradičnějším hardcorovým zvukem, bez toho, aby hráli thrash metal.
Přibližně v tomto období začaly kapely jako Damnation A.D., Integrity, Maximum Penalty, Leeway, Biohazard, Madball, Judge[nepřesný odkaz] a Raw Deal vydávat dema a alba, která vytvořila základ pro příchod metalcore.
Tvorba těchto kapel byla podobná newyorskému hardcore, ale lišila se metalovějším zvukem, protože kapely využívaly dvojitý basový buben, drsnější ladění, tvrdší riffy a "metalové" vokály.
Tato základní podoba metalcore dostala přezdívku "tough guy hardcore" (hardcore tvrdých chlapů), a také "moshcore" kvůli tematice textů, která je podobná staršímu hardcore.
V polovině 90. let kapely začaly rozšiřovat zvuk metalcore. Mezi ukázkové příklady patří skupiny Liar a Congress, které byly součástí pověstné scény H8000.
Scéna H8000 se nacházela na západě Vlámska v Belgii.
Mnohé jiné kapely, které kráčely v jejich stopách, například Regression, Sektor, Spineless, se také zasloužily o rozvoj metalcore.
V USA to byla kapela All Out War a její přímočaré thrashové riffy, dále také Rorschach, Starkweather, Adamantium a kapela Deadguy, která experimentovala s volnějším, často až nesouhlasným skládáním, a také s netradičními rytmy. Converge začali jako „děti hardcore s odkazem Slayer“, jejich hudba je plná hardcore, metalu a progresivního instrumentálního experimentovaní. Svou tvorbu považují za punk metal.

## Další vývoj
Nesmírný rozvoj metalcore nastal na konci 90. let a na začátku nového tisíciletí, a dospěl až do bodu, kdy se o tento žánr začaly zajímat velké nahrávací společnosti. Nahrávky z posledního období, například album skupiny Unearth s názvem III: In the Eyes of Fire nebo nahrávka kapely Norma Jean pojmenovaná „Redeemer“, si vydobyly první místa v žebříčcích popularity. Mezi další kapely, které si získávají celosvětovou popularitu, patří kalifornský spolek Atreyu.
Velkou popularitu má také tzv. „melodický metalcore“, který zastupují kapely hrající kombinaci melodického death metalu, reprezentovaného skupinami At the Gates a In Flames, a metalcore. Tento styl je charakteristický svou melodikou v kombinaci s brutálními rytmy a vokály. Dnes hraje v tomto stylu mnoho metalcorových kapel.
Některé kapely, jako například Botch a Norma Jean, vnesly do žánru silné math-rockové a noise-rockové kytarové riffy, inspirované kapelami Rorschach a Deadguy.
Několik groove-metalových skupin, například Chimaira a Lamb of God, do své novější tvorby zakomponovalo prvky metalcore.

## Zásadní interpreti
- Shadows Fall
- Architects
- Underoath
- Anomaly Factor
- Killswitch Engage
- Darkest Hour
- All That Remains
- Escape The Fate
- Bring Me The Horizon
- Asking Alexandria
- Of Mice & Men
- Still Remains
- Trivium
- Dead to Fall
- As I Lay Dying
- Heaven Shall Burn
- Caliban
- Bullet for My Valentine
- Avenged Sevenfold
- Parkway Drive
- Motionless in White
- Get Scared
- Bad Omens
- Beartooth
- Ghost Atlas
- I SEE STARS
- While She Sleeps
- Years Since the Storm